# Tarasp
Tarasp är en ort och tidigare kommun i den schweiziska kantonen Graubünden. Sedan 2015 ingår den i kommunen Scuol.
Det traditionella språket i Tarasp är den rätoromanska dialekten vallader, men under 1900-talet har tyska språket vunnit insteg och är numera modersmål för drygt hälften av invånarna. Detta förklaras delvis av att det i Tarasp ligger en internatskola, som dock har liten social kontakt med det övriga samhället där rätoromanskan ännu dominerar. De kommunala skoleleverna undervisas dock på rätoromanska, vilket också var kommunens officiella administrationsspråk.
Tarasp har en annorlunda historia än de omgivande samhällena i distriktet. Det utgjorde en enklav som hörde till Österrike ända fram till 1803, då det anslöts till Schweiz. Som en följd av den österrikiska tillhörigheten har kyrkan förblivit katolsk.